# Codice Trinity: attacco all'alba
Codice Trinity: attacco all'alba (By Dawn's Early Light) è un film per la televisione del 1990 diretto da Jack Sholder. È basato sul romanzo del 1983 Trinity's Child di William Prochnau.